# Judita Přemyslovna (1201–1230)
Judita Přemyslovna (1201 – 2. červen 1230) byla korutanská vévodkyně a dcera Přemysla Otakara I. a jeho druhé manželky Konstancie Uherské.

## Život
Roku 1213 se Judita provdala za korutanského vévodu Bernarda. Ke sňatku se pojí romantický příběh o lásce na první pohled:
| „                 | … na jeden z velkých svátků … pozvala králova dcera Judita cizince a kleriky, chudé i bohaté, aby jim pro očistu lila na ruce vodu, opatřila je jídlem a pitím a aby jim poté rozdělila dary. I stalo se, že se této slavnosti účastnil také Bernard se svým doprovodem. Když k němu pro omývání rukou mladá žena přistoupila, stáhl pro ni ze svého prstu zlatý, malým kamenem ozdobený prsten… | “ |
| — Jan z Viktringu | |   |

Vévodovi Judita porodila syny Oldřicha, Filipa a Bernarda a dceru Markétu. Narození třetího syna Bernarda zřejmě zaplatila životem. Oba jsou podle informovaného kronikáře Jana z Viktringu pohřbeni v cisterciáckém klášteře Mariabrunn.
V letech 1233 a znovu 1237 se Juditin bratr Václav I. dostal do konfliktu s mladším bratrem Přemyslem, markrabětem moravským. Příčinou sporu bylo předání Břeclavska Juditinu manželovi. Břeclavským vévodou se pak stal i jejich starší syn Oldřich.
Oldřich Korutanský zemřel bez přímého dědice a o Korutany pak usilovali Juditin mladší syn Filip i její synovec Přemysl Otakar II., přičemž vévodství díky tzv. Poděbradské smlouvě na nějaký čas připadlo Přemyslovi.